# Bulgarien i Junior Eurovision Song Contest
Bulgarien debuterade i Junior Eurovision Song Contest 2007 och har till och med 2021 deltagit 7 gånger.

## Deltagare
| År                               | Artist                                | Sång                                          | Översättning   | Placering | Poäng |
| -------------------------------- | ------------------------------------- | --------------------------------------------- | -------------- | --------- | ----- |
| 2007                             | Bon-Bon                               | "Bonbolandija" (Бонболандия)                  | Godislandet    | 7         | 86    |
| 2008                             | Krestiana Kresteva                    | "Edna metjta" (Една мечта)                    | En dröm        | 15        | 15    |
| Deltog inte 2009 och 2010        |                                       |                                               |                |           |       |
| 2011                             | Ivan Ivanov                           | "Supergeroj" (Супергерой)                     | Superhjälte    | 8         | 60    |
| Deltog inte 2012 och 2013        |                                       |                                               |                |           |       |
| 2014                             | Krisia Todarova med Hasan och Ibrahim | "Planetata na detsata" (Планетата на децата)  | Barnens planet | 2         | 147   |
| 2015                             | Gabriela Jordanova och Ivan Stojanov  | "Tsvetăt na nadezjdata" (Цветът на надеждата) | Hoppets färg   | 9         | 62    |
| 2016                             | Lidia Ganeva                          | "Vălsjeben den" (Вълшебен ден)                | Magisk dag     | 9         | 161   |
| Deltog inte mellan 2017 och 2020 |                                       |                                               |                |           |       |
| 2021                             | Denislava och Martin                  | Voice of Love                                 | Kärlekens röst | 16        | 77    |
| Deltar inte sedan 2022           |                                       |                                               |                |           |       |